# RIZIN.22 - STARTING OVER -
RIZIN.22 - STARTING OVER -（ライジン・トゥエンティートゥー・スターティング・オーバー）は、日本の総合格闘技団体「RIZIN」の大会の一つ。
2020年8月9日に神奈川県横浜市ぴあアリーナMMで開催された。

## 概要
新型コロナウイルスの感染拡大によって、政府より出されていた大規模イベント自粛要請の期間中にRIZIN3大会が中止になっていたが、政府の緊急事態宣言の終了に伴い、大規模イベントの開催制限が緩和されたことで、本大会はRIZIN.21以来、約6カ月ぶりの大会開催となった。
本大会の翌日に開催されたRIZIN.23と合わせた2大会の大会開催資金をクラウドファンディングで募り、海外選手はビザ発給などの問題から、日本在住選手中心（山本アーセンはグアム在住）の対戦になった。また、政府の感染予防方針に従い、会場の収容人数に上限を設定し、選手・セコンド・審判団・大会運営スタッフのPCR検査実施や、来場者に対しても検温、消毒、歓声規制、連絡先の登録、規制入退場、食べ物の販売の中止などの感染予防対策が実施された。
新設されたぴあアリーナMMは7月10日に開館されたばかりの会場で、本大会が初の格闘技イベント開催となった。

## 対戦カード
第1試合 MMAルール 61.0kg契約ワンマッチ 5分3R 肘あり
×  山本アーセン vs.  加藤ケンジ ○
1R 3:32 KO（右フック）
第2試合 MMAルール 66.0kg契約ワンマッチ 5分3R 肘あり
×  白川陸斗 vs.  萩原京平 ○
3R 4:40 TKO（右ストレート）
第3試合 MMAルール 66.0kg契約ワンマッチ 5分3R 肘あり
○  関鉄矢 vs.  神田コウヤ ×
2R 3:47 TKO（右ストレート）
第4試合 キックボクシングルール 50.8kg契約ワンマッチ 3分3R 肘あり
○  吉成名高 vs.  優心 ×
2R 3:08 TKO（左ヒジ）
第5試合 キックボクシングルール 56.0kg契約ワンマッチ 3分3R
○  江幡塁 vs.  植山征紀 ×
3R終了 判定3-0
第6試合 MMAルール 61.0kg契約ワンマッチ 5分3R 肘あり
○  井上直樹 vs.  渡部修斗 ×
1R 1:40 リアネイキッドチョーク
第7試合 女子MMAルール 49.0kg契約ワンマッチ 5分3R 肘あり
○  浅倉カンナ vs.  古瀬美月 ×
1R 1:35 TKO（パウンド）
第8試合 女子MMAルール 52.0kg契約ワンマッチ 5分3R 肘あり
○  浜崎朱加 vs.  前澤智 ×
2R 1:06 アームロック
第9試合 MMAルール 71.0kg契約ワンマッチ 5分3R
×  矢地祐介 vs.  ホベルト・サトシ・ソウザ ○
1R 1:52 TKO（パウンド）